# Élections cantonales de 2011 dans la Drôme
Les élections cantonales ont eu lieu les 20 et 27 mars 2011.

## Contexte départemental

### Assemblée départementale sortante
Avant les élections, le conseil général de la Drôme est présidé par le socialiste Didier Guillaume. Il comprend 36 conseillers généraux issus des 36 cantons de la Drôme. 18 d'entre eux sont renouvelables lors de ces élections.
| Parti                             | Sigle | Élus |
| --------------------------------- | ----- | ---- |
| Majorité (25 sièges)              |       |      |
| Parti socialiste                  | PS    | 18   |
| Divers gauche                     | DVG   | 3    |
| Parti radical de gauche           | PRG   | 2    |
| Parti communiste français         | PCF   | 1    |
| Europe Écologie Les Verts         | EELV  | 1    |
| Opposition (11 sièges)            |       |      |
| Union pour un mouvement populaire | UMP   | 6    |
| Parti radical valoisien           | rad   | 2    |
| Divers droite                     | DVD   | 2    |
| Mouvement démocrate               | MoDem | 1    |
| Président du conseil général      |       |      |
| Didier Guillaume (PS)             |       |      |

## Résultats à l'échelle du département

### Résultats en nombre de sièges
| Parti | Sièges mis en jeu | Élus | Évolution |
| ----- | ----------------- | ---- | --------- |
| PS    | 11                | 12   | +1        |
| UMP   | 4                 | 3    | -1        |
| PCF   | 1                 | 1    | =         |
| DVG   | 1                 | 0    | -1        |
| EÉLV  | 0                 | 1    | +1        |
| DVD   | 1                 | 1    | =         |

### Assemblée générale à l'issue des élections
| Parti                                | Sigle | Élus |
| ------------------------------------ | ----- | ---- |
| Majorité (26 sièges)                 |       |      |
| Parti socialiste                     | PS    | 17   |
| Divers gauche                        | DVG   | 4    |
| Europe Écologie Les Verts            | EÉLV  | 2    |
| Parti radical de gauche              | PRG   | 2    |
| Parti communiste français            | PCF   | 1    |
| Opposition (10 sièges)               |       |      |
| Union pour un mouvement populaire    | UMP   | 4    |
| Divers droite                        | DVD   | 3    |
| Union des démocrates et indépendants | UDI   | 2    |
| Mouvement démocrate                  | MoDem | 1    |
| Président du conseil général         |       |      |
| Didier Guillaume (PS)                |       |      |

## Résultats par canton

### Canton de Bourg-de-Péage
| Candidats      | Candidats                  | Étiquette      | Premier tour | Premier tour | Second tour | Second tour |
| Candidats      | Candidats                  | Étiquette      | #            | %            | #           | %           |
| -------------- | -------------------------- | -------------- | ------------ | ------------ | ----------- | ----------- |
|                | Didier Guillaume*          | PS             | 4 213        | 42,13        | 5 640       | 60,53       |
|                | Christian Gauthier         | UMP            | 2 296        | 22,96        | 3 678       | 39,47       |
|                | Bernard Pinet              | FN             | 2 101        | 21,01        |             |             |
|                | Dominique Graillat-Reynaud | EÉLV           | 960          | 9,60         |             |             |
|                | Michel Laveille            | FG             | 430          | 4,30         |             |             |
|                |                            |                |              |              |             |             |
| Inscrits       | Inscrits                   | Inscrits       | 22 047       | 100,00       | 22 045      | 100,00      |
| Abstention     | Abstention                 | Abstention     | 11 883       | 53,90        | 12 137      | 55,06       |
| Votants        | Votants                    | Votants        | 10 164       | 46,10        | 9 908       | 44,94       |
| Blancs et nuls | Blancs et nuls             | Blancs et nuls | 164          | 1,61         | 590         | 5,95        |
| Exprimés       | Exprimés                   | Exprimés       | 10 000       | 98,39        | 9 318       | 94,05       |

*sortant

### Canton de Bourg-lès-Valence
| Candidats      | Candidats       | Étiquette      | Premier tour | Premier tour | Second tour | Second tour |
| Candidats      | Candidats       | Étiquette      | #            | %            | #           | %           |
| -------------- | --------------- | -------------- | ------------ | ------------ | ----------- | ----------- |
|                | Wilfrid Pailhes | PS             | 2 705        | 34,45        | 4 225       | 54,42       |
|                | Marlène Mourier | UMP            | 2 330        | 29,67        | 3 538       | 45,58       |
|                | Yannick Guyard  | FN             | 1 426        | 18,16        |             |             |
|                | Patrick Lart    | EÉLV           | 1 091        | 13,89        |             |             |
|                | Gérard Esson    | FG             | 300          | 3,82         |             |             |
|                |                 |                |              |              |             |             |
| Inscrits       | Inscrits        | Inscrits       | 17 466       | 100,00       | 17 466      | 100,00      |
| Abstention     | Abstention      | Abstention     | 9 475        | 54,25        | 9 284       | 53,15       |
| Votants        | Votants         | Votants        | 7 991        | 45,75        | 8 182       | 46,85       |
| Blancs et nuls | Blancs et nuls  | Blancs et nuls | 139          | 1,74         | 419         | 5,12        |
| Exprimés       | Exprimés        | Exprimés       | 7 852        | 98,26        | 7 763       | 94,88       |

Sortant : Alain Maurice (PS), ne se représente pas

### Canton de Chabeuil
| Candidats      | Candidats             | Étiquette      | Premier tour | Premier tour | Second tour | Second tour |
| Candidats      | Candidats             | Étiquette      | #            | %            | #           | %           |
| -------------- | --------------------- | -------------- | ------------ | ------------ | ----------- | ----------- |
|                | Pascal Pertusa*       | PS             | 2 848        | 38,67        | 4 528       | 66,59       |
|                | Jean-Christophe Labbe | UMP            | 1 357        | 18,43        | 2 272       | 33,41       |
|                | Marie-Françoise Henry | EÉLV           | 1 188        | 16,13        |             |             |
|                | Walter Pailleux       | FN             | 1 175        | 15,96        |             |             |
|                | Philippe Petri        | FG             | 409          | 5,55         |             |             |
|                | Patrick Drouilleaux   | NC             | 333          | 4,52         |             |             |
|                | Françoise Caruso      | Le Trèfle      | 54           | 0,73         |             |             |
|                |                       |                |              |              |             |             |
| Inscrits       | Inscrits              | Inscrits       | 16 489       | 100,00       | 16 489      | 100,00      |
| Abstention     | Abstention            | Abstention     | 9 009        | 54,64        | 9 252       | 56,11       |
| Votants        | Votants               | Votants        | 7 480        | 45,36        | 7 237       | 43,89       |
| Blancs et nuls | Blancs et nuls        | Blancs et nuls | 116          | 1,55         | 437         | 6,04        |
| Exprimés       | Exprimés              | Exprimés       | 7 364        | 98,45        | 6 800       | 93,96       |

*sortant

### Canton de Châtillon-en-Diois
| Candidats      | Candidats       | Étiquette      | Premier tour | Premier tour |
| Candidats      | Candidats       | Étiquette      | #            | %            |
| -------------- | --------------- | -------------- | ------------ | ------------ |
|                | Alain Matheron* | PS             | 719          | 75,05        |
|                | Nathalie Alard  | FG             | 239          | 24,95        |
|                |                 |                |              |              |
| Inscrits       | Inscrits        | Inscrits       | 1 815        | 100,00       |
| Abstention     | Abstention      | Abstention     | 763          | 42,04        |
| Votants        | Votants         | Votants        | 1 052        | 57,96        |
| Blancs et nuls | Blancs et nuls  | Blancs et nuls | 94           | 8,94         |
| Exprimés       | Exprimés        | Exprimés       | 958          | 91,06        |

*sortant

### Canton de Die
| Candidats      | Candidats            | Étiquette      | Premier tour | Premier tour | Second tour | Second tour |
| Candidats      | Candidats            | Étiquette      | #            | %            | #           | %           |
| -------------- | -------------------- | -------------- | ------------ | ------------ | ----------- | ----------- |
|                | Philippe Leeuwenberg | FG (PCF)       | 930          | 37,11        | 1 477       | 55,86       |
|                | Gilbert Tremolet     | MoDem          | 754          | 30,09        | 1 167       | 44,14       |
|                | Didier Jouve         | EÉLV           | 515          | 20,55        |             |             |
|                | Jean-Pierre Simion   | UMP            | 307          | 12,25        |             |             |
|                |                      |                |              |              |             |             |
| Inscrits       | Inscrits             | Inscrits       | 4 988        | 100,00       | 4 986       | 100,00      |
| Abstention     | Abstention           | Abstention     | 2 368        | 47,47        | 2 175       | 43,62       |
| Votants        | Votants              | Votants        | 2 620        | 52,53        | 2 811       | 56,38       |
| Blancs et nuls | Blancs et nuls       | Blancs et nuls | 114          | 4,35         | 167         | 5,94        |
| Exprimés       | Exprimés             | Exprimés       | 2 506        | 95,65        | 2 644       | 94,06       |

Sortant : Bernard Condette (PC); ne se représente pas

### Canton de Dieulefit
| Candidats      | Candidats          | Étiquette      | Premier tour | Premier tour | Second tour | Second tour |
| Candidats      | Candidats          | Étiquette      | #            | %            | #           | %           |
| -------------- | ------------------ | -------------- | ------------ | ------------ | ----------- | ----------- |
|                | Philippe Berrard   | EÉLV           | 1 207        | 34,85        | 1 784       | 53,64       |
|                | Christine Priotto* | PS             | 1 031        | 29,77        |             |             |
|                | Marc André Barbe   | UMP            | 819          | 23,65        | 1 542       | 46,36       |
|                | Michel Lo-Presti   | FN             | 406          | 11,72        |             |             |
|                |                    |                |              |              |             |             |
| Inscrits       | Inscrits           | Inscrits       | 6 120        | 100,00       | 6 120       | 100,00      |
| Abstention     | Abstention         | Abstention     | 2 579        | 42,14        | 2 521       | 41,19       |
| Votants        | Votants            | Votants        | 3 541        | 57,86        | 3 599       | 58,81       |
| Blancs et nuls | Blancs et nuls     | Blancs et nuls | 78           | 2,20         | 273         | 7,59        |
| Exprimés       | Exprimés           | Exprimés       | 3 463        | 97,80        | 3 326       | 92,41       |

*sortant

### Canton de Grignan
| Candidats      | Candidats        | Étiquette      | Premier tour | Premier tour | Second tour | Second tour |
| Candidats      | Candidats        | Étiquette      | #            | %            | #           | %           |
| -------------- | ---------------- | -------------- | ------------ | ------------ | ----------- | ----------- |
|                | Luc Chambonnet   | PS             | 1 108        | 33,87        | 1 774       | 58,30       |
|                | Jacques Gigondan | UMP            | 851          | 26,02        | 1 269       | 41,70       |
|                | Annie Pelat      | FN             | 678          | 20,73        |             |             |
|                | Josianne Gonnot  | EÉLV           | 377          | 11,53        |             |             |
|                | Béatrice Rey     | FG             | 257          | 7,86         |             |             |
|                |                  |                |              |              |             |             |
| Inscrits       | Inscrits         | Inscrits       | 6 151        | 100,00       | 6 151       | 100,00      |
| Abstention     | Abstention       | Abstention     | 2 796        | 45,46        | 2 856       | 46,43       |
| Votants        | Votants          | Votants        | 3 355        | 54,54        | 3 295       | 53,57       |
| Blancs et nuls | Blancs et nuls   | Blancs et nuls | 84           | 2,50         | 252         | 7,65        |
| Exprimés       | Exprimés         | Exprimés       | 3 271        | 97,50        | 3 043       | 92,35       |

Sortant : Jean-François Siaud (PS), ne se représente pas

### Canton de La Motte-Chalancon
| Candidats      | Candidats        | Étiquette      | Premier tour | Premier tour | Second tour | Second tour |
| Candidats      | Candidats        | Étiquette      | #            | %            | #           | %           |
| -------------- | ---------------- | -------------- | ------------ | ------------ | ----------- | ----------- |
|                | Daniel Fernandez | UMP            | 299          | 47,39        | 326         | 48,30       |
|                | Gérard Szostak   | PS             | 235          | 37,24        | 349         | 51,70       |
|                | Pierre Dalstein  | EÉLV           | 97           | 15,37        |             |             |
|                |                  |                |              |              |             |             |
| Inscrits       | Inscrits         | Inscrits       | 929          | 100,00       | 929         | 100,00      |
| Abstention     | Abstention       | Abstention     | 270          | 29,06        | 233         | 25,08       |
| Votants        | Votants          | Votants        | 659          | 70,94        | 696         | 74,92       |
| Blancs et nuls | Blancs et nuls   | Blancs et nuls | 28           | 4,25         | 21          | 3,02        |
| Exprimés       | Exprimés         | Exprimés       | 631          | 95,75        | 675         | 96,98       |

Sortant : Claude Brès (UMP), ne se représente pas

### Canton de Luc-en-Diois
| Candidats      | Candidats        | Étiquette      | Premier tour | Premier tour |
| Candidats      | Candidats        | Étiquette      | #            | %            |
| -------------- | ---------------- | -------------- | ------------ | ------------ |
|                | Bernard Buis*    | PS             | 719          | 72,70        |
|                | Patrick Beaumier | EÉLV           | 174          | 17,59        |
|                | Tany Massin      | UMP            | 96           | 9,71         |
|                |                  |                |              |              |
| Inscrits       | Inscrits         | Inscrits       | 1 588        | 100,00       |
| Abstention     | Abstention       | Abstention     | 569          | 35,83        |
| Votants        | Votants          | Votants        | 1 019        | 64,17        |
| Blancs et nuls | Blancs et nuls   | Blancs et nuls | 30           | 2,94         |
| Exprimés       | Exprimés         | Exprimés       | 989          | 97,06        |

*sortant

### Canton de Montélimar-1
| Candidats      | Candidats          | Étiquette      | Premier tour | Premier tour | Second tour | Second tour |
| Candidats      | Candidats          | Étiquette      | #            | %            | #           | %           |
| -------------- | ------------------ | -------------- | ------------ | ------------ | ----------- | ----------- |
|                | Jean-Luc Vincent*  | PS             | 1 726        | 30,97        | 3 052       | 56,54       |
|                | Aurélie Andrieux   | UMP            | 1 440        | 25,83        | 2 346       | 43,46       |
|                | Jean-François Roux | FN             | 1 341        | 24,06        |             |             |
|                | Salim Bouziane     | EÉLV           | 680          | 12,20        |             |             |
|                | Robert Faresse     | FG (PCF)       | 387          | 6,94         |             |             |
|                |                    |                |              |              |             |             |
| Inscrits       | Inscrits           | Inscrits       | 14 231       | 100,00       | 14 231      | 100,00      |
| Abstention     | Abstention         | Abstention     | 8 524        | 59,90        | 8 410       | 59,10       |
| Votants        | Votants            | Votants        | 5 707        | 40,10        | 5 821       | 40,90       |
| Blancs et nuls | Blancs et nuls     | Blancs et nuls | 133          | 2,33         | 423         | 7,27        |
| Exprimés       | Exprimés           | Exprimés       | 5 574        | 97,67        | 5 398       | 92,73       |

*sortant

### Canton de Montélimar-2
| Candidats      | Candidats            | Étiquette      | Premier tour | Premier tour | Second tour | Second tour |
| Candidats      | Candidats            | Étiquette      | #            | %            | #           | %           |
| -------------- | -------------------- | -------------- | ------------ | ------------ | ----------- | ----------- |
|                | Anne-Marie Rème-Pic* | PS             | 2 478        | 29,76        | 4 447       | 54,97       |
|                | Bruno Almoric        | UMP            | 2 231        | 26,79        | 3 643       | 45,03       |
|                | Jean-Paul Clément    | FN             | 1 994        | 23,95        |             |             |
|                | Jean-Louis Chuillon  | EÉLV           | 983          | 11,80        |             |             |
|                | Yves Peyrard         | FG             | 476          | 5,72         |             |             |
|                | Francis Pont         | MoDem          | 165          | 1,98         |             |             |
|                |                      |                |              |              |             |             |
| Inscrits       | Inscrits             | Inscrits       | 19 186       | 100,00       | 19 186      | 100,00      |
| Abstention     | Abstention           | Abstention     | 10 677       | 55,65        | 10 460      | 54,52       |
| Votants        | Votants              | Votants        | 8 509        | 44,35        | 8 726       | 45,48       |
| Blancs et nuls | Blancs et nuls       | Blancs et nuls | 182          | 2,14         | 636         | 7,29        |
| Exprimés       | Exprimés             | Exprimés       | 8 327        | 97,86        | 8 090       | 92,71       |

*sortant

### Canton de Nyons
| Candidats      | Candidats              | Étiquette      | Premier tour | Premier tour | Second tour | Second tour |
| Candidats      | Candidats              | Étiquette      | #            | %            | #           | %           |
| -------------- | ---------------------- | -------------- | ------------ | ------------ | ----------- | ----------- |
|                | Pierre Combes*         | PS             | 2 356        | 44,10        | 3 714       | 71,82       |
|                | Maria Tournois         | FN             | 960          | 17,91        | 1 457       | 28,18       |
|                | Jacques Perrin         | UMP            | 774          | 14,49        |             |             |
|                | Delphine Boeuf-Bernard | EÉLV           | 602          | 11,27        |             |             |
|                | Laurent Donzet         | FG (PCF)       | 458          | 8,57         |             |             |
|                | Raymond Rolandez       | SE             | 192          | 3,59         |             |             |
|                |                        |                |              |              |             |             |
| Inscrits       | Inscrits               | Inscrits       | 10 331       | 100,00       | 10 330      | 100,00      |
| Abstention     | Abstention             | Abstention     | 4 902        | 47,45        | 4 797       | 46,44       |
| Votants        | Votants                | Votants        | 5 492        | 52,55        | 5 533       | 53,56       |
| Blancs et nuls | Blancs et nuls         | Blancs et nuls | 87           | 1,60         | 362         | 6,54        |
| Exprimés       | Exprimés               | Exprimés       | 5 342        | 98,40        | 5 171       | 93,46       |

*sortant

### Canton de Pierrelatte
| Candidats      | Candidats            | Étiquette      | Premier tour | Premier tour | Second tour | Second tour |
| Candidats      | Candidats            | Étiquette      | #            | %            | #           | %           |
| -------------- | -------------------- | -------------- | ------------ | ------------ | ----------- | ----------- |
|                | Marie-Pierre Mouton* | UMP            | 2 856        | 45,71        | 3 903       | 64,93       |
|                | Sylviane Breda       | FN             | 1 754        | 28,07        | 2 108       | 35,07       |
|                | Jean-Paul Viallard   | FG (PCF)       | 1 175        | 18,81        |             |             |
|                | Annie Rosenblatt     | EÉLV           | 463          | 7,41         |             |             |
|                |                      |                |              |              |             |             |
| Inscrits       | Inscrits             | Inscrits       | 13 911       | 100,00       | 13 910      | 100,00      |
| Abstention     | Abstention           | Abstention     | 7 511        | 53,99        | 7 385       | 53,09       |
| Votants        | Votants              | Votants        | 6 400        | 46,01        | 6 525       | 46,91       |
| Blancs et nuls | Blancs et nuls       | Blancs et nuls | 152          | 2,38         | 514         | 7,88        |
| Exprimés       | Exprimés             | Exprimés       | 6 248        | 97,63        | 6 011       | 92,12       |

*sortant

### Canton de Rémuzat
| Candidats      | Candidats       | Étiquette      | Premier tour | Premier tour |
| Candidats      | Candidats       | Étiquette      | #            | %            |
| -------------- | --------------- | -------------- | ------------ | ------------ |
|                | Hervé Rasclard* | PS             | 561          | 73,62        |
|                | Nicolas Pereira | UMP            | 201          | 26,38        |
|                |                 |                |              |              |
| Inscrits       | Inscrits        | Inscrits       | 1 274        | 100,00       |
| Abstention     | Abstention      | Abstention     | 433          | 33,99        |
| Votants        | Votants         | Votants        | 841          | 66,01        |
| Blancs et nuls | Blancs et nuls  | Blancs et nuls | 79           | 9,39         |
| Exprimés       | Exprimés        | Exprimés       | 762          | 90,61        |

*sortant

### Canton de Saint-Jean-en-Royans
| Candidats      | Candidats            | Étiquette      | Premier tour | Premier tour | Second tour | Second tour |
| Candidats      | Candidats            | Étiquette      | #            | %            | #           | %           |
| -------------- | -------------------- | -------------- | ------------ | ------------ | ----------- | ----------- |
|                | Christian Morin      | UMP            | 1 274        | 44,16        | 1 805       | 57,27       |
|                | Danièle Pic*         | PS             | 854          | 29,60        | 1 347       | 42,73       |
|                | Jean-Claude Santiago | FN             | 318          | 11,02        |             |             |
|                | Jean-Marc Reverbel   | EÉLV           | 280          | 9,71         |             |             |
|                | Marcel Rance         | FG (PCF)       | 123          | 4,26         |             |             |
|                | Heiric Wilfrid Barbe | DVG            | 36           | 1,25         |             |             |
|                |                      |                |              |              |             |             |
| Inscrits       | Inscrits             | Inscrits       | 5 257        | 100,00       | 5 257       | 100,00      |
| Abstention     | Abstention           | Abstention     | 2 323        | 44,19        | 1 985       | 37,76       |
| Votants        | Votants              | Votants        | 2 934        | 55,81        | 3 272       | 62,24       |
| Blancs et nuls | Blancs et nuls       | Blancs et nuls | 49           | 1,67         | 120         | 3,67        |
| Exprimés       | Exprimés             | Exprimés       | 2 885        | 98,33        | 3 152       | 96,33       |

*sortant

### Canton de Tain-l'Hermitage
| Candidats      | Candidats         | Étiquette      | Premier tour | Premier tour | Second tour | Second tour |
| Candidats      | Candidats         | Étiquette      | #            | %            | #           | %           |
| -------------- | ----------------- | -------------- | ------------ | ------------ | ----------- | ----------- |
|                | Gilbert Bouchet*  | UMP            | 3 264        | 45,08        | 4 279       | 62,41       |
|                | Thierry Chailloux | PS             | 1 579        | 21,81        | 2 577       | 37,59       |
|                | Alain Labeaume    | FN             | 1 239        | 17,11        |             |             |
|                | Michel Jarry      | EÉLV           | 823          | 11,37        |             |             |
|                | Danielle Garnier  | FG (PCF)       | 335          | 4,63         |             |             |
|                |                   |                |              |              |             |             |
| Inscrits       | Inscrits          | Inscrits       | 15 723       | 100,00       | 15 723      | 100,00      |
| Abstention     | Abstention        | Abstention     | 8 359        | 53,16        | 8 496       | 54,04       |
| Votants        | Votants           | Votants        | 7 364        | 46,84        | 7 227       | 45,96       |
| Blancs et nuls | Blancs et nuls    | Blancs et nuls | 124          | 1,68         | 371         | 5,13        |
| Exprimés       | Exprimés          | Exprimés       | 7 240        | 98,32        | 6 856       | 94,87       |

*sortant

### Canton de Valence-2
| Candidats      | Candidats         | Étiquette      | Premier tour | Premier tour | Second tour | Second tour |
| Candidats      | Candidats         | Étiquette      | #            | %            | #           | %           |
| -------------- | ----------------- | -------------- | ------------ | ------------ | ----------- | ----------- |
|                | Nicolas Daragon*  | UMP            | 1 965        | 44,26        | 2 580       | 57,59       |
|                | Patrick Ranc      | PS             | 980          | 22,07        | 1 900       | 42,41       |
|                | Christophe Brunet | EÉLV           | 569          | 12,82        |             |             |
|                | Georges Chomienne | FN             | 549          | 12,36        |             |             |
|                | Gérard Bouchet    | MRC            | 181          | 4,08         |             |             |
|                | Thierry Chantrier | FG (PCF)       | 196          | 4,41         |             |             |
|                |                   |                |              |              |             |             |
| Inscrits       | Inscrits          | Inscrits       | 9 552        | 100,00       | 9 546       | 100,00      |
| Abstention     | Abstention        | Abstention     | 5 037        | 52,73        | 4 863       | 50,94       |
| Votants        | Votants           | Votants        | 4 515        | 47,27        | 4 683       | 49,06       |
| Blancs et nuls | Blancs et nuls    | Blancs et nuls | 75           | 1,66         | 203         | 4,33        |
| Exprimés       | Exprimés          | Exprimés       | 4 440        | 98,34        | 4 480       | 95,67       |

*sortant

### Canton de Valence-4
| Candidats      | Candidats                    | Étiquette      | Premier tour | Premier tour | Second tour | Second tour |
| Candidats      | Candidats                    | Étiquette      | #            | %            | #           | %           |
| -------------- | ---------------------------- | -------------- | ------------ | ------------ | ----------- | ----------- |
|                | Zabida Nakib-Colomb          | PS             | 917          | 26,02        | 1 888       | 53,08       |
|                | Jean-Charles Faivre Pierret* | UMP            | 824          | 23,38        | 1 669       | 46,92       |
|                | Christophe Guichard          | FN             | 679          | 19,27        |             |             |
|                | Danielle Persico             | EÉLV           | 596          | 16,91        |             |             |
|                | Noubar Kechichian            | NC             | 236          | 6,70         |             |             |
|                | Odile Favrat                 | FG             | 167          | 4,74         |             |             |
|                | Mickaël Rodrigues            | POI            | 54           | 1,53         |             |             |
|                | Naceur Souillah              | DIV            | 51           | 1,45         |             |             |
|                |                              |                |              |              |             |             |
| Inscrits       | Inscrits                     | Inscrits       | 8 875        | 100,00       | 8 874       | 100,00      |
| Abstention     | Abstention                   | Abstention     | 5 264        | 59,31        | 5 073       | 57,17       |
| Votants        | Votants                      | Votants        | 3 611        | 40,69        | 3 801       | 42,83       |
| Blancs et nuls | Blancs et nuls               | Blancs et nuls | 87           | 2,41         | 244         | 6,42        |
| Exprimés       | Exprimés                     | Exprimés       | 3 524        | 97,59        | 3 557       | 93,58       |

*sortant